# Мацкевич, Игорь Михайлович
И́горь Миха́йлович Мацке́вич (род. 23 февраля 1964, Москва) — российский учёный-правовед и криминолог, доктор юридических наук, профессор, Заслуженный деятель науки Российской Федерации, Почётный работник прокуратуры Российской Федерации, лауреат премии Правительства Российской Федерации в области образования, почётный президент Союза криминалистов и криминологов. Индекс Хирша — 22.

## Биография
После окончания юридического факультета МГУ им. М. В. Ломоносова в 1986 году поступил на военную службу и проходил её в должности следователя военной прокуратуры Тамбовского гарнизона, а с 1988 года — Московского гарнизона.
В 1992 году защитил кандидатскую диссертацию «Криминологические проблемы борьбы с корыстно-насильственной преступностью военнослужащих». С 1994 года — заместитель декана заочного, а затем вечернего факультета МГЮА, с 1996 года — декан вечернего факультета.
В мае 2000 года защитил докторскую диссертацию «Преступность военнослужащих криминологические и социально-правовые проблемы». В ноябре того же года назначен на должность директора Института прокуратуры МГЮА приказом Генерального прокурора Российской Федерации.
С 2001 года — ректор Первого московского юридического института. C 2002 года — проректор по научной работе, с 2009 года — первый проректор—проректор по научной работе МГЮА им. О.Е. Кутафина, до 2022 года — заведующий кафедрой криминологии и уголовно-исполнительного права МГЮА. С 2022 года — ректор Университета прокуратуры Российской Федерации.
Председатель экспертного совета Высшей аттестационной комиссии при Министерстве науки и высшего образования Российской Федерации по праву (2006—2013), главный учёный секретарь Высшей аттестационной комиссии при Министерстве науки и высшего образования Российской Федерации (2017—2024).
Старший партнёр юридической группы «Юракадемия: Кутафин и партнёры». Главный редактор журнала «Юридическое образование и наука» и газеты «Юридическая Россия»; заместитель главного редактора журналов «Lex Russica» и «Актуальные проблемы российского права». Председатель редакционного совета «Евразийского юридического журнала»; член редакционной коллегии журналов «Государство и право» и «Юрист».
В 2021 году И.М. Мацкевич негативно высказался о комиссии по противодействию фальсификации научных исследований РАН, сравнив её с деятельностью инквизиции (при этом перепутав её с комиссией по борьбе с лженаукой), а также о Диссернете, заявив, что это зарубежный политический проект. Однако никаких доказательства своих слов он привести не смог. По данным сетевого сообщества «Диссернет» кандидатские диссертации двух любимых учеников И.М. Мацкевича содержат масштабные заимствования, не оформленные как цитаты.
Представители не существующей организации под названием Диссернет регулярно вносят непроверенные данные в биографический раздел, пользуясь тем, что они пока не привлечены за это к ответственности.

## Основные труды
- Мацкевич И. М. Криминологические проблемы борьбы с корыстно-насильственной преступностью военнослужащих: дисс. … к.ю.н. — М., 1992;
- Мацкевич И. М., Эминов В. Е. Преступное насилие среди военнослужащих. — М.: Юрист, 1994;
- Мацкевич И. М., Эминов В. Е. Преступность военнослужащих (исторический, криминологический, социально-правовой анализ). — М.: Пенаты, 1999;
- Мацкевич И. М., Эминов В. Е. Неосторожная преступность военнослужащих. — М.: Пенаты, 2000;
- Мацкевич И. М. Преступность военнослужащих: криминологические и социально-правовые проблемы: дисс. … д.ю.н. — М., 2000;
- Максимов С. В., Мацкевич И. М., Эминов В. Е. Коррупционная преступность и борьба с ней: учебное пособие. — М.: Юрист, 2001;
- Мацкевич И. М. Портреты знаменитых преступников. — М.: ПолиграфОпт, 2005;
- Зарипов З. С., Мацкевич И. М. Наркотики в России и в мире. — М: Элит, 2009;
- Головненков П. В., Есаков Г. А., Мацкевич И. М., Хелльманн У. Необыкновенный фашизм: криминологическая и уголовно-правовая характеристика. — М.: Проспект, 2016;
- Мацкевич И. М. Причины экономической преступности. — М.: Проспект, 2017;
- Мацкевич И. М. Криминологический портрет Степана Бандеры. — М.: Проспект, 2018;
- Власенко Н. А., Мацкевич И. М. Номенклатура и паспорт научных специальностей по юриспруденции. — М.: Проспект, 2019;
- Королёва М. В., Мацкевич И. М. Проблемы борьбы с организованной преступностью: учебное пособие. — М.: Проспект, 2022;
- Антонян Е. А., Дашков Г. В., Королёва М. В., Мацкевич И. М. и др. Криминология: учебник. — М.: Проспект, 2023;
- Мацкевич И. М. Мифы преступного мира. — М.: Проспект, 2024.

## Награды
- Почётная грамота Совета МПА СНГ (27 ноября 2014 года, Межпарламентская ассамблея СНГ) — за активное участие в подготовке и проведении пятого международного конгресса «Безопасность на дорогах ради безопасности жизни», вклад в развитие сотрудничества между государствами — участниками Содружества Независимых Государств[4]